# MeKaDo
MeKaDo — немецкое поп-трио, созданное специально для участия на конкурсе песни Евровидение-1994.
В состав коллектива вошли Мелани Бендер (нем. Melanie Bender), Кати Карнай (нем. Kati Karney) и Доркас Кифер (нем. Dorkas Kiefer); по первым буквам их имён и была названа группа.
В 1994 году исполнительницы были выбраны, чтобы представить свою страну на конкурсе песни Евровидение. Конкурсная песня «Wir geben 'ne Party» заняла третье место, набрав 128 баллов. Несмотря на положительные отзывы критиков, группа так и не получила коммерческого успеха.